# کتی گارور
کتی گاروِر (انگلیسی: Kathy Garver؛ زادهٔ ۱۳ دسامبر ۱۹۴۵) بازیگر اهل ایالات متحده آمریکا است. ستاره‌ای در پیاده‌روی ستارگان پالم اسپرینگز به افتخار او نصب شده است.
از فیلم‌ها یا برنامه‌های تلویزیونی که وی در آن نقش داشته‌است، می‌توان به دفتر خاطرات شاهدخت اشاره کرد.